# Wilfrid Ullman
Magnus Wilfrid Ullman (i riksdagen kallad Ullman i Foss), född 21 maj 1854 i Gustavi församling i Göteborg, död 28 november 1928 i Oscars församling, Stockholm, var en svensk godsägare och politiker.
Ullman var ledamot av riksdagens andra kammare 1888–1890, invald i Tunge, Sörbygdens och Sotenäs häraders valkrets i Göteborgs och Bohus län.